# Содэмунгу
Содэмунгу́ (кор. 서대문구?, 西大門區?) — один из 25 районов Сеула, столицы Республики Корея. Имеет статус самоуправления.

## Название
Название района дословно переводится как «Район западных ворот»: «со» (кор. 서) — «запад», «дэмун» (кор. 대문) — «большие ворота», «врата», «гу» (кор. 구) — «район» и происходит от названия одноимённых ворот. Содэмунгу расположен к западу от королевских дворцов, и на его территории в течение 509 лет стояли ворота Тонимун (кор. 돈의문), которые также были известны как Содэмун («западные ворота») или Синмун (кор. 신문; «новые ворота»). Ворота были построены в 1396 году, но в 1915 году были демонтированы японцами.

## Расположение на карте города
Содэмунгу находится в северной-западной части Сеула, с севера с ним граничит Ынпхёнгу, с юга — Мапхогу, на востоке соседом является Чонногу, на юго-востоке — Чунку.

## История
Территория современного Содэмунгу была населена людьми ещё в каменном веке.
В начале периода Трёх государств территория принадлежала государству Пэкче, в 475 году отошла к Когурё, а в 553 году стала владением государства Силла.
1 июля 1940 года, в период японского колониального правления, был создан западный административный район Кэйдзё (Сеула). 1 апреля 1943 года за районом официально закрепилось название «Содэмун».
13 августа 1949 года часть территории уезда Коян, входившего в состав провинции Кёнгидо, была передана в состав Сеула.
18 апреля 1955 года после проведения административной реформы (подразделение районов гу на тоны) в составе Содэмунгу находилось 53 тона.
В период с 1962 по 2008 год район неоднократно менял своё внутреннюю структуру, а количество тонов варьировалось от 54 в 1962 году до 21 в начале 2008 года.
1 октября 1979 года из Содэмунгу выделились 16 тонов, образовав район Ынпхёнгу.
6 мая 2008 года была проведена очередная реорганизация тонов, и их количество уменьшилось до 14 (без изменения площади Содэмунгу).

## Общая характеристика
На территории района полностью либо частично находятся 5 гор: Ансан (кор. 안산), Инвансан (кор. 인왕산), Кундонсан (кор. 궁동산), часть склонов горы Пукхансан (кор. 북한산) и Пэннёнсан (кор. 백련산).
Содэмунгу занимает 2,9 % (17,6 км²) от общей площади Сеула, при этом 87,2 % (15,35 км²)от территории района выделено под жилые кварталы, ввиду чего Содэмунгу является типичным спальным районом Сеула, несмотря на близость к центру города. Под зелёную зону отведено 11,1 % территории района или 1,96 км², а под коммерческо-промышленные цели — 1,7 % или 0,29 км².

### Образование
В районе расположены 46 образовательных учреждений, из которых 5 — университеты, 3 — колледжи и магистратуры, 38 — школы, причём две из школ — школы для иностранцев.
Среди университетов следующие:
— Университет Ёнсе (кор. 연세대학교)
— Женский университет Ихва (кор. 이화여자대학교)
— Университет Кёнги (кор. 경기대학교)
— Университет Мёнджи (кор. 명지대학교)
— Университет искусств Чхуге (кор. 추계예술대학교)
— Методистская теологическая семинария (кор. 감리교신학대학교)

### Транспорт
В районе находятся 8 станций трёх линий метро.
С юго-востока на северо-запад район пересекает внутригородская кольцевая автомагистраль (кор. 내부순환도로), протянувшаяся на 40 с лишним километров от Мапхогу до Сондонгу, огибающая королевские дворцы и резиденцию президента в районе Чонногу, и проходящая через районы Сонбукку и Тондэмунгу.

## Достопримечательности

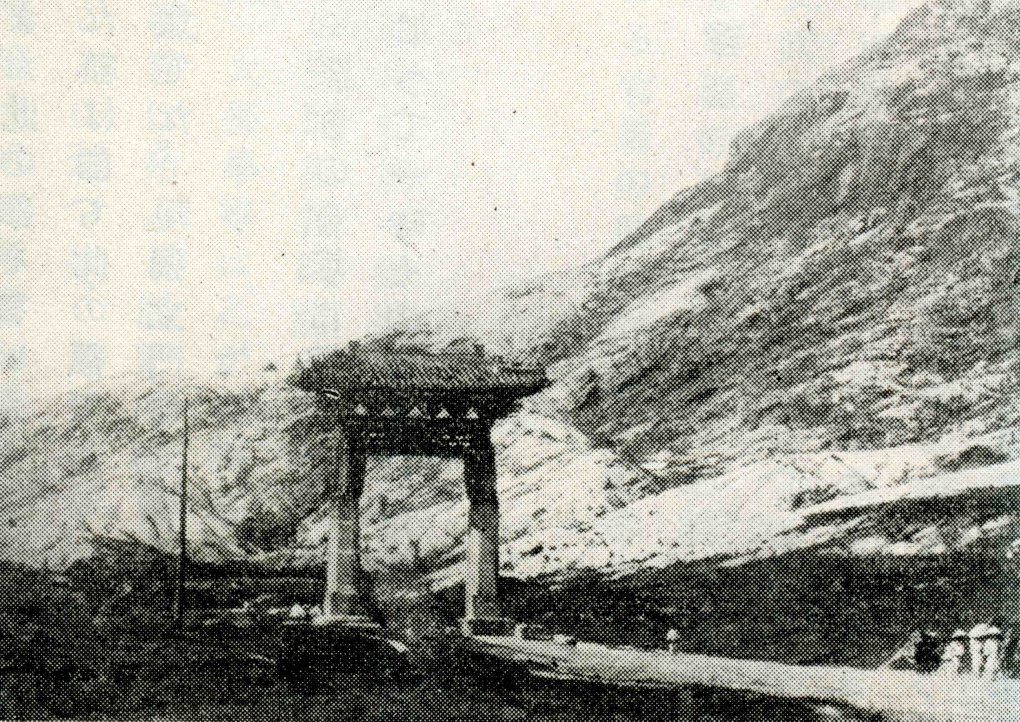
Ворота Ёнынмун. Фото неизвестного автора. XIX век

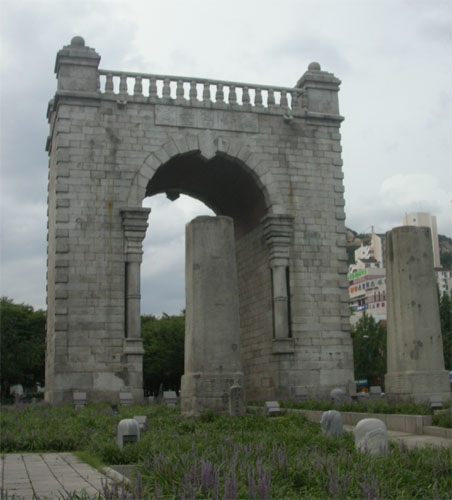
Ворота Тоннипмун

- Буддийский храм Понвонса (кор. 봉원사) — находится на горе Ансан. Первоначально был построен в 889 году, однако в 1592 году, во время Имджинской войны, был сожжён японскими войсками. В 1748 году храм был перенесён на гору Ансан. Находится недалеко от станций «Тоннипмун» (кор. 독립문역) и «Муакчэ» (кор. 무악재역) 3-й линии метро.
- Две каменных стелы ворот Ёнынмун (кор. 영은문주초) — ворота Ёнынмун были построены в 1407 году на дороге из Пекина в Сеул для встречи посланников китайских династий Мин и Цин. В 1895 году Китаем и Японией был подписан Симоносэкский договор, в соответствии с которым Китай признавал государственную самостоятельность Кореи, и в следующем году ворота Ёнынмун были демонтированы до нижней каменной части. В том же году рядом были построены Ворота независимости (Тоннипмун).
- Тоннипмун (кор. 독립문) — построенные в 1896 году ворота, которые, в отличие от старинных ворот Намдэмун и Тондэмун, имеют форму арки. В 1970 году были передвинуты на 70 метров от своего первоначального местонахождения в результате проведения зонирования. Название буквально переводится как «Ворота независимости». Находятся рядом с одноимённой станцией 3-й линии метро.
- Кинотеатр Дрим Синема (кор. 드림시네마, от англ. Dream Cinema) — открывшийся в 1964 году кинотеатр, являющийся единственным однозальным кинотеатром в Сеуле. Расположен прямо возле выхода № 8 станции «Содэмун» 2-й и 5-й линий метро.
- Тюрьма Содэмун (кор. 서대문 형무소) — первая в Корее тюрьма.[2] В колониальный период в ней содержались борцы за независимость Кореи от Японии, а в 1964 году в ней полгода отсидел бывший президент Южной Кореи Ли Мён Бак. Находится недалеко от станции «Тоннимпун» 3-й линии метро, в другой стороне от Ворот независимости.
- Синчхон или Синчхондон (кор. 신촌 или 신촌동) — небольшой по площади квартал на южной границе Содэмунгу, в котором расположено несколько торговых центров, сотни небольших ресторанчиков, баров, караоке и магазинов одежды. Квартал расположен у станции «Синчхон» 2-й линии метро.

## Населённые пункты-побратимы
Внутри страны:
- уезд Ванджу, провинция Чолла-Пукто, Республика Корея (с 27 мая 2000)[3]
- уезд Йондон, провинция Чхунчхон-Пукто, Республика Корея (с 30 мая 2003)[4]
- г. Чеджу, провинция Чеджудо, Республика Корея (с 11 ноября 2003)[5]
- г. Мокпхо, провинция Чолла-Намдо, Республика Корея (с 18 апреля 2005)[6]
- г. Асан, провинция Чхунчхон-Намдо, Республика Корея (с 3 июня 2005)[7]

За рубежом:
- муниципалитет Сумида (яп. 墨田区, Sumida-ku), г. Токио, Япония (с 3 октября 2003)[8]
- район Хайдянь (кит. 海淀区, пиньинь: Hǎidiàn Qū), г. Пекин, Китай (с 18 сентября 1995)[9]